# ビタワン (漫画原作者)
ビタワンは、日本の漫画原作者。本業はプログラマ。個人サークル「オウカソフト」から全年齢対象の同人誌を刊行している。
『いきのこれ! 社畜ちゃん』を2015年8月より、Twitterおよびウェブマガジン『@vitamin』で連載中。2021年9月現在、メインストーリーはコミックス7巻まで、スピンオフは2巻が発行済み。

## 作品
- 電撃コミックスNEXT
  - いきのこれ! 社畜ちゃん（作画：結うき。）
  - いきのこれ！ 社畜ちゃん〜後輩ちゃんオタ活動記〜（キャラクターデザイン：結うき。、作画：湧井想太）
  - いやされて社畜女子のコミックアンソロジー（作画：結うき。）
  - 脱サラちゃんは癒やされたい。（作画：湧井想太）